# Mantispa nanyukina
Mantispa nanyukina is een insect uit de familie van de Mantispidae, die tot de orde netvleugeligen (Neuroptera) behoort. 
Mantispa nanyukina is voor het eerst wetenschappelijk beschreven door Navás in 1933.